# Petruschka (Ballett)
Petruschka (französisch Pétrouchka, russisch Петрушка) ist ein

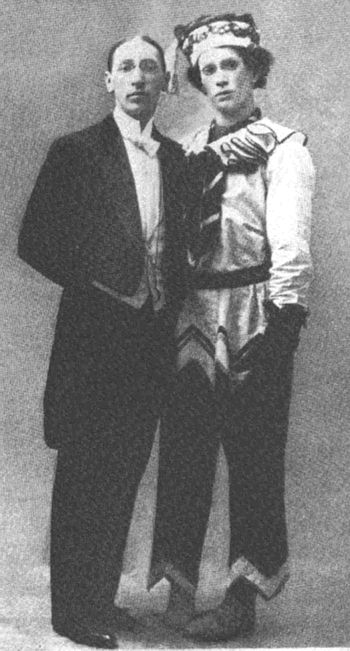
Igor Strawinsky und Vaslav Nijinsky als Petruschka, 1911

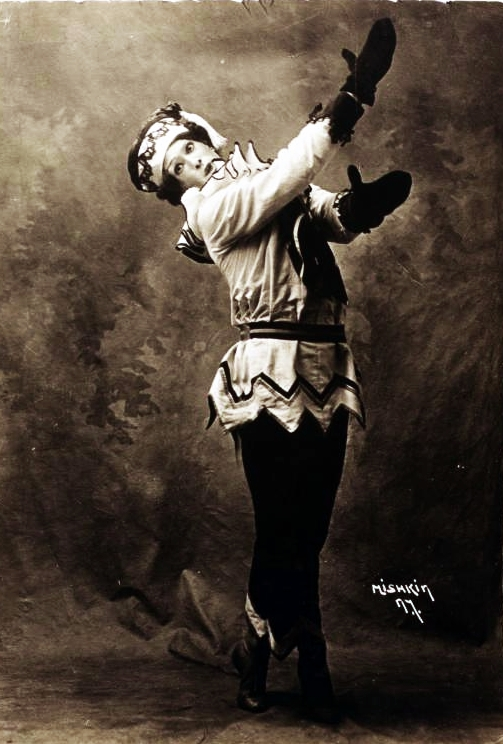
Nijinsky als Petruschka

Ballett in vier Bildern nach der Musik von Igor Strawinsky. Die Handlung spielt auf einem Jahrmarkt in Sankt Petersburg im Jahr 1830. Hauptfiguren sind drei Puppen eines Gauklers, die auf geheimnisvolle Weise zum Leben erwachen: Petruschka, die Ballerina und der Mohr. Der Petruschka ist eine dem Kasper entsprechende Figur des volkstümlichen russischen Puppentheaters.
Strawinsky schrieb gemeinsam mit Alexander Benois das Libretto. Die Choreographie stammte von Michel Fokine, die Kostüme und das Bühnenbild von Benois. Dieser gab dem Werk auch den Beinamen „Ballett der Straße“. Es wurde am 13. Juni 1911 in Paris von den Ballets Russes unter der musikalischen Leitung von Pierre Monteux uraufgeführt.

## Einordnung in das Gesamtwerk Strawinskys
Nachdem Strawinsky zuvor hauptsächlich Kleinformen wie Lieder komponiert hatte, geht
er ab ca. 1903 auf Anregung von Rimski-Korsakow zu größeren Formen über. Als er nach der Premiere des Feuervogel 1910 über Nacht als Ballettkomponist berühmt wurde, bekam er direkt den nächsten Auftrag. Erörtert wurde ein Werk über das heidnische Russland, woraus das für die Musikgeschichte enorm wichtige, 1913 uraufgeführte Le sacre du printemps wurde.
Bei Vorarbeiten zum Sacre kam Strawinsky jedoch die Idee für ein weiteres Werk, welches von einer wild gestikulierenden Gliederpuppe handeln sollte, woraus schließlich 1911 Petruschka hervorging. So berichtet er in seiner Schrift Erinnerungen (1936): „Bei dieser Arbeit hatte ich die hartnäckige Vorstellung einer Gliederpuppe, die plötzlich Leben gewinnt und durch das teuflische Arpeggio ihrer Sprünge die Geduld des Orchesters so sehr erschöpft, dass es sie mit Fanfaren bedroht. Daraus entwickelt sich ein schrecklicher Wirrwarr, der auf seinem Höhepunkt mit dem schmerzlich-klagenden Zusammenbruch des armen Hampelmannes endet.“ Petruschka wurde ursprünglich als Konzert für Orchester und Klavier entworfen, auf Anregung von Djagilew, dem Begründer und damaligen Impresario der Ballets Russes, aber zu einer Ballettmusik umgeschrieben. Im Rahmen der Umstrukturierung von einem Klavierwerk zu einem Ballett wurde das ehemals erste Bild zum späteren zweiten Bild („Bei Petruschka“).
Im historischen Kontext lässt sich Petruschka somit der zweiten Schaffensperiode Strawinskys zuweisen: der Zeit seiner großen Ballette unter der Zusammenarbeit mit den Ballets Russes. Es nimmt im Schaffen Strawinskys eine bedeutende Rolle ein. Die drei Werke Feuervogel, Petruschka und Sacre begründeten den Weltruhm Strawinskys – spätere Werke konnten an diesen Erfolg nicht mehr anknüpfen, auch wenn sie trotz mehrerer stilistischer Änderungen stets den typisch tänzerischen Charakter von Strawinskys Werken behielten. Zudem gilt Petruschka als Höhepunkt des neurussischen Charakterballetts von Djagilew und Michel Fokine.

## Besetzung (revidierte Fassung 1947)
3 Flöten (dritte Flöte auch als Piccolo),
2 Oboen,
1 Englischhorn,
3 Klarinetten in B (dritte auch als Bassklarinette),
2 Fagotte,
1 Kontrafagott,
4 Hörner in F,
3 Trompeten in C und B,
3 Posaunen,
1 Tuba,
Pauke,
Triangel,
Becken,
Große Trommel,
Kleine Trommel,
Tambourin,
Tamtam,
Xylophon,
Celesta,
Harfe,
Klavier,
Streicher
Hauptcharaktere:
Ballerina,
Petruschka,
Mohr,
Gaukler

## Handlung

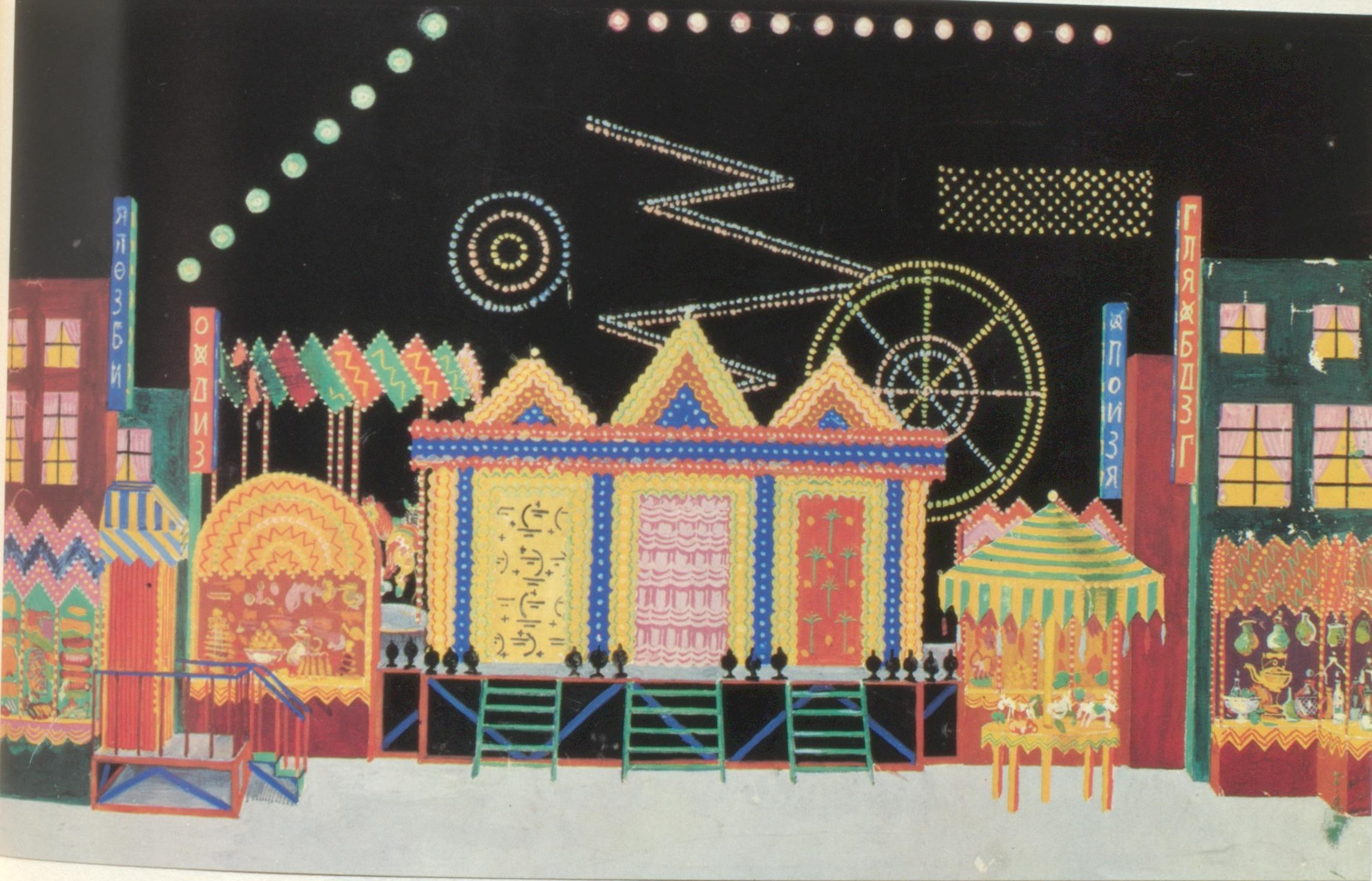
1. Bild von Ewald Dülberg in der Krolloper (1928)

Bild I: Volksfest in der Butterwoche
Schauplatz ist ein Jahrmarkt auf dem Platz der Admiralität in St. Petersburg während der Butterwoche im Jahr 1830. Zu sehen sind diverse Schausteller, unter anderem auch das kleine Theater des Gauklers. Ein bunt gemischtes Publikum aus Kindern, Betrunkenen, vornehmer Gesellschaft und einfachen Leuten drängt über den Jahrmarkt. Die Beteiligten werden dabei durch typisierende Musik untermalt, so zum Beispiel die Tänzerin der Spieldosenszene, bei der das Volkslied „Am trüben Herbstabend“ als Vorlage genutzt wird. In dem Rahmen dieses bunten Treibens spielt die Haupthandlung: das Puppenspiel eines Gauklers, dessen Puppen – die Ballerina, Petruschka und der Mohr – durch das Wirken seiner Magie, einer Flötenmelodie, menschlich geworden sind.
Bild II: Bei Petruschka

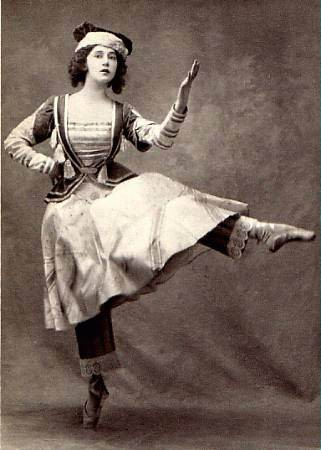
Karsawina als Ballerina

Die Szene spielt in der Zelle Petruschkas. Der melancholische Petruschka (typischer Mitleidsheld russischer Jahrmärkte) leidet unter der grausamen Misshandlung des Gauklers, seinem lächerlichen Äußeren und seiner Hässlichkeit. Er sucht Trost in seiner Liebe zur dummen und eitlen Ballerina, wird aber wegen seiner Hässlichkeit und Unbeholfenheit zurückgewiesen. Stattdessen verliebt sie sich in den bösartigen, aber prachtvoll gekleideten Mohren.
 Bild III: Beim Mohren
Handlungsort ist nun das Zimmer des Mohren. Die Ballerina ist von den prachtvollen Gewändern des Mohren beeindruckt und will ihn für sich gewinnen. Als sie sich schließlich in die Arme fallen, erscheint Petruschka. Er ist eifersüchtig und so kommt es zu einem Handgemenge, an dessen Ende Petruschka vom Mohr aus dessen Wohnung geworfen wird und die Ballerina davonläuft.
 Bild IV: Volksfest in der Butterwoche
Schauplatz ist wieder der Jahrmarkt. Erneut wird das bunte Treiben der vergnügten Menschenmenge gezeigt. Ein fröhlicher Tanz jedoch wird durch einen Schrei aus dem kleinen Theater abrupt unterbrochen. Petruschka versucht vor dem wuterfüllten Mohr zu flüchten. Die Ballerina versucht noch vergeblich, den Mohren zurückzuhalten, doch es gelingt ihm, Petruschka mit seinem Säbel zu töten. Die erschrockenen Jahrmarktsbesucher sehen zu, wie Petruschka klagend stirbt. Um die Menge zu beruhigen, zeigt der Gaukler, dass es sich noch immer lediglich um Puppen handelt. Die Menge verläuft sich wieder, nur der Gaukler bleibt alleine auf der Bühne zurück, um den Leichnam Petruschkas ins Theater zurückzutragen. In diesem Moment erscheint über dem Theater der Geist Petruschkas, der den Gaukler verhöhnt. Dieser lässt Petruschka erschrocken fallen und flieht von der Bühne.

## Uraufführung

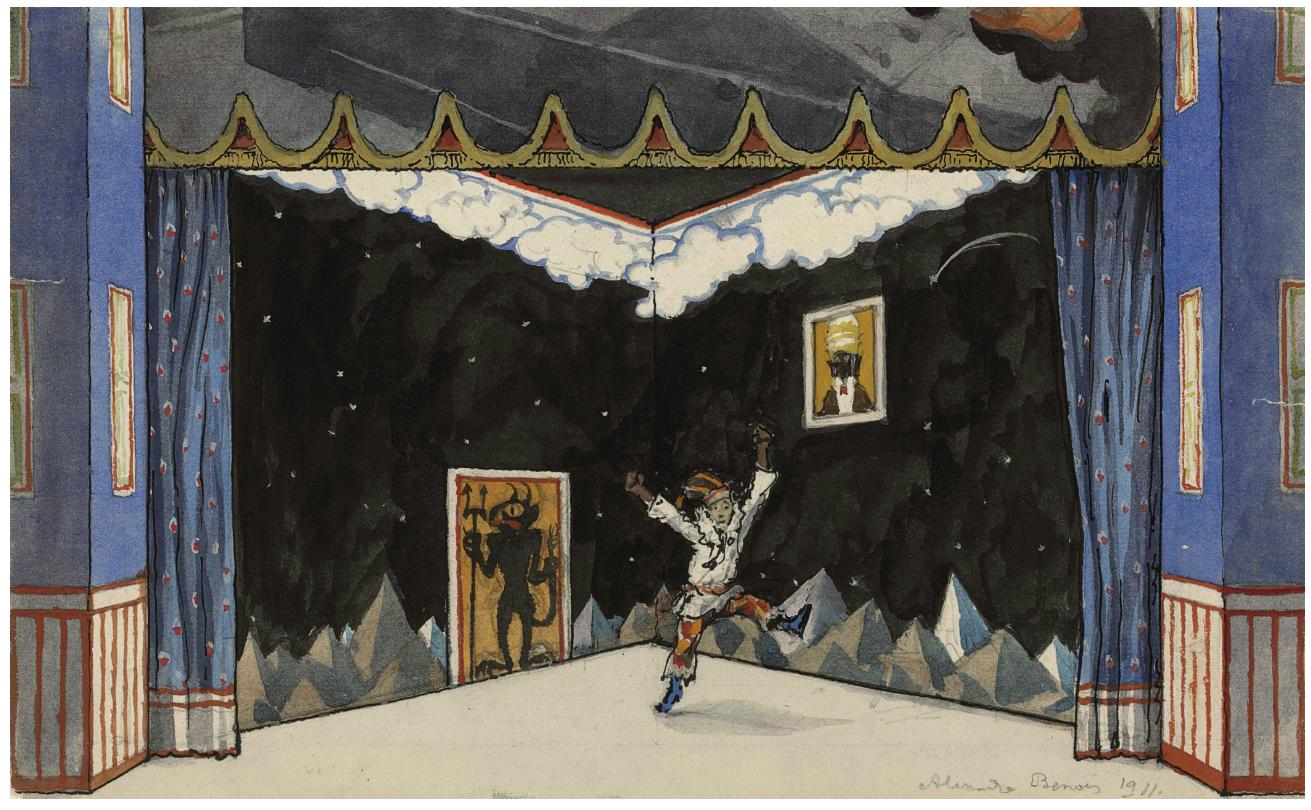
Alexander Benois: Entwurf zum Bühnenbild, 1911

Die Uraufführung am 13. Juni 1911 im Théâtre du Chatelet in Paris war ein großer Erfolg für alle Beteiligten. Vaslav Nijinsky tanzte die Titelfigur, Tamara Karsawina die Ballerina. Sowohl das Bühnenbild als auch die Choreographie und die musikalische Ausführung wurden vom Publikum und den Ausführenden als sehr gelungen bezeichnet.
Strawinsky äußerte sich später kritisch zur Uraufführung. Er empfand einige Massenszenen als eher unpassend, den Gaukler und den Mohren hatte er sich völlig anders vorgestellt. Vor allem die entscheidende Szene des verhöhnenden Petruschka sei undeutlich und missverständlich herausgearbeitet worden. Im weiteren Verlauf bezeichnete Strawinsky den Choreographen Fokine als einen seiner unangenehmsten Mitarbeiter und unerfreulichsten Zeitgenossen.

## Fassungen
Wie alle seine Werke überarbeitete Strawinsky auch Petruschka mehrfach. Gleichzeitig zur 1912 als Partitur erschienenen Originalfassung erarbeitete er einen Klavierauszug zu vier Händen für Übezwecke. Diese Versionen wurden wegen zahlreicher Fehler 1914 neu aufgelegt. 1921 arbeitete er eine Fassung für Klavier solo in drei Sätzen aus (Trois mouvements de Pétrouchka – eine Auftragsarbeit von Artur Rubinstein). 1947 erschien eine revidierte Auflage Strawinskys, die ebenfalls wieder als Klavierfassung aufgelegt wurde. Diese sieht im Wesentlichen eine starke Reduzierung des Orchesterapparates von 68 auf 45 Musiker vor, was wohl auch der Anpassung an die deutlich kleineren Orchester der Nachkriegszeit geschuldet ist. Zusätzlich wurden diverse Tempoangaben komplett geändert, die Streicher wurden besser eingesetzt und das Klavier bekam eine bedeutendere Rolle, sodass es wieder eher der ursprünglich konzertanten Vorstellung des Werkes entspricht. Außerdem wurde für die konzertante Aufführung der Schluss geändert. Strawinsky selbst mochte diesen Schluss zwar nicht, wurde aber trotzdem zu dessen Ausarbeitung überredet, weil die Handlung sonst nicht verständlich sei. Die reduzierte Fassung von 1947 hat einen gänzlich anderen Klangeindruck als die vorherige, die als brillanter und bühnengemäßer gilt. Ein Meinungsstreit darüber, welche Fassung die „bessere“ sei, wurde nicht geklärt. Während bedeutende Dirigenten wie Monteux und Ansermet die Originalfassung verteidigten, bevorzugte Strawinsky selbst die revidierte Fassung.
Sowohl für die Originalfassung wie auch für die überarbeitete Version von 1947 gibt es die Fassung einer Orchestersuite. Hierbei handelt es sich um eine Art Vorschlag, welche Nummern des Werkes bei der Aufführung ausgelassen werden können. Diese Suite ist somit auch nicht als eigenständiger Druck erschienen, sondern nur als aufführungspraktisches Mittel zu verstehen. Des Weiteren erschienen ab 1936 mehrere Transkriptionen, von denen lediglich eine Fassung für Violine und Klavier, die unter dem Titel Danse Russe aufgelegt wurde, autorisiert wurde.
Über eine Fassung für Klavier-Duo der Pianisten Babin und Vronsky äußerte sich Strawinsky sehr erfreut.
Von Richard F. Goldman erschien 1942 ein Arrangement, das unter europäischem Gesetz als Raubdruck gilt. Auf die gleiche Weise kopierte Goldman auch zwei Nummern aus Strawinskys Feuervogel. Diverse weitere Petruschka-Raubdrucke erschienen auch noch nach Strawinskys Tod.
Zuletzt erschien 1956 eine Trickfilm-Suite, die in den Tonstudios von Warner Bros. in Los Angeles aufgenommen wurde. Strawinsky empfand diese Produktion als Verstümmelung seines Werkes. Er stimmte einer Mitarbeit an dieser Fassung nur zu, weil sie nach damaligem Recht auch ohne ihn hätte produziert werden dürfen und er so noch 10.000 Dollar bekam.

## Musikalische Merkmale
Das Ballett ist unterteilt in drei stilistisch unterschiedliche Bilder. Der Jahrmarkt als erstes und letztes Bild rahmt die Handlung des Marionettentheaters ein – Petruschkas unerwiderte Liebe zur Ballerina als zweites und die Szene beim Mohren als drittes Bild. Strawinsky verwendet hierfür eine spezielle Form der Collage, die Schablonentechnik: Aus einem Klangteppich heben sich Einzelszenen durch ihre charakteristischen Motive und Rhythmen hervor.
Das erste Bild imitiert typische Klangeindrücke von einem Jahrmarkt:
- Stimmgewirr: Der sich ständig ändernde und trotzdem scheinbar gleichbleibende Klang wird durch Tremoli und rhythmisch variierende Schichtungen von Figuren erreicht. Diese werden in ihren zeitlichen Abläufen ständig neu kombiniert.
- Herausheben einzelner Bilder oder Personen: Durch Signale und Fanfaren werden einzelne besonders eindringliche oder laute Klänge dargestellt.
- Folklorismus: Um den volkstümlichen Charakter des Festes zu unterstreichen, verwendet Strawinsky Zitate aus russischen Volksliedern und populären Melodien aus Österreich und Frankreich.[8]

Das zweite und dritte Bild sind geprägt von Charakterisierungen der
Protagonisten:
- Der Gaukler: Um seine mystische Wirkung auf das Publikum zu verdeutlichen, wird sein Auftritt mit einem Trommelwirbel und anschließender Generalpause vorbereitet. Der Eindruck wird durch die folgende Chromatik der Bläser und die gedämpften Streicher gefestigt.
- Petruschka: Seine lyrische Tanzmusik steht in klarem Kontrast zur ansonsten starren marionettenhaften Musik. Die Chromatik der Begleitung, die seine Menschlichkeit zeigt, charakterisiert gleichzeitig auch wieder seinen Dämon, den Gaukler.[9]
- Die Ballerina: Auch die Ballerina wird mit einem Trommelwirbel vorbereitet. Hinzu kommt ein beschwingt-tänzerisches Trompetensolo, begleitet von einem Snaredrum-Grundschlag.
- Der Mohr: Die Stumpfsinnigkeit des Mohren wird durch den einfachen, ostinaten Rhythmus in Basstrommel, Becken und Streichern und durch die „dümmlich wirkende“[10] Melodie verdeutlicht.
- Petruschkas Kampf gegen den Mohren: Dieser Abschnitt ist durch unregelmäßige Achtelschläge in extremer Lautstärke und durch Sekund- und Tritonusintervalle verschärft deutlich aggressiver als alles zuvor. Teile des Petruschka-Motivs werden abgewandelt wieder aufgegriffen. Die Säbelschläge werden durch Motivfetzen, Beckentremolo und den Tambourin-Schlag („Tambourin dicht am Boden halten und fallen lassen“) dargestellt. Petruschkas Tod selbst wird durch eine vergrößerte, chromatisch absteigende Variante seines Motivs aufgezeigt.

Petruschka hebt sich stilistisch deutlich von der vorangegangenen Romantik ab. Die verwendeten Kompositionsprinzipien führen zu einem unemotionalen Klangeindruck, der dem Klangideal der Romantik widerstrebt. Statt überwiegend homogenen Strukturen, die einen musikalischen Zusammenhang vermitteln, werden Gegensätze methodisch und mechanisch exponiert. Dies geschieht durch das für Strawinsky typische Kompositionsverfahren der Schablonentechnik. Dabei werden vorgegebene, zumeist gegensätzliche Elemente der Komposition variabel durch Kombination, Kürzung/Erweiterung und/oder Wiederholung verknüpft. Als Elemente können melodische oder rhythmische Elemente, einzelne Motive und/oder komplexe Strukturen verwendet werden. Das Ergebnis ist eine Wirkung im Sinne des Kontrapunkts. Jedoch sind nicht mehr nur einzelne Stimmen gegeneinander gesetzt, sondern Stilrichtungen oder Klangeindrücke.
Ein Beispiel hierfür ist der Walzer der Ballerina und des Mohren. Hierbei werden die tänzerische Natur der Ballerina, repräsentiert durch einen Tanz von Joseph Lanner (Walzer: Die Schönbrunner, op. 200) mit dem gänzlich unpassenden „holprigen“ Motiv des Mohren kombiniert. Der Walzer Lanners wird bei Ziffer 140 nicht wie üblich im 3/4-Takt begleitet, sondern mit einer 6/8-Bewegung verfremdet.

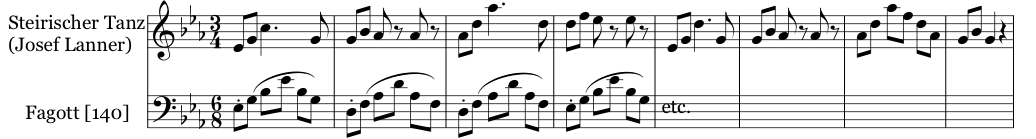

Wenn der Walzer bei Ziffer 149 wiederholt wird, dann spielen Harfen und Bratschen zwar im erwarteten 3/4-Takt, das Cello bricht aber wieder aus. Hinzu kommt das nun vollkommen unpassende Motiv des Mohren, der folgerichtig auch gezwungen ist, seine Versuche in den Walzer einzustimmen, abzubrechen.

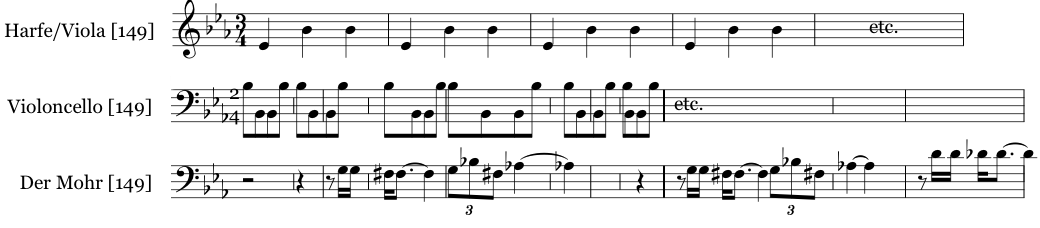

Die Szene stellt also mit Hilfe der Schablonentechnik dar, wie wenig das Paar des Mohren und der Ballerina harmoniert. Zahlreiche weitere Beispiele lassen sich in den Jahrmarktszenen finden, wenn mehrere Akteure gleichzeitig ihre Motive vortragen und somit das Gewirr eines Jahrmarkts verkörpern. Hier schafft das Gegensätzliche, statt der Verwirrung wie im Walzer, eher ein Gefühl der Vertrautheit mit der Szenerie. Die Komplexität der Verknüpfungen mehrerer Schablonen kann dabei natürlich beliebig kompliziert ausfallen.